# ジョゼ・マラフォナ
ジョゼ・マラフォナ（José Marafona、1987年5月8日 - ）はポルトガルのサッカー選手。ポジションはGK。アランヤスポル所属。

## 経歴
2010年夏、CSマリティモと契約を結んだ。
2013年8月、モレイレンセFCに移籍した。
2016年1月にSCブラガに移籍した。翌シーズンはA代表に初出場するなど躍進したが、2017-18シーズンでは膝の怪我でほとんどを棒に振った。
2019年5月28日、アランヤスポルに2年契約で移籍した。

### 代表歴
2015年3月31日に28歳でサッカーポルトガル代表に選出された。2年後のスウェーデン代表戦でデビュー。